# Kızıltepe
Kızıltepe – miasto w Turcji w prowincji Mardin.
Według danych na rok 2000 miasto zamieszkiwało 113 143 osób.